# Старков, Виктор Константинович
Ви́ктор Константи́нович Старко́в (род. 27 июля 1938, Алма-Ата, Казахская ССР) — советский и российский учёный в области технологии машиностроения и обработки материалов резанием, доктор технических наук (1974), профессор (1983). Заслуженный деятель науки и техники РСФСР, лауреат Премии Совета Министров СССР и Премии Правительства РФ.

## Биография
Родился 27 июля 1938 года в Алма-Ате. С 1945 года жил во Львове, где в 1955 году окончил среднюю школу №35, а в 1960 году — Львовский политехнический институт по специальности «Технология машиностроения», получив квалификацию инженера -механика, работал в  Миассе (Челябинская обл) в Электромеханическом институте (ЭМИ) инженером.
С 1962 года — аспирант Научно-исследовательского институт  авиационной технологии  (НИАТ) (Москва), где впоследствии занимал должности младшего, старшего научного сотрудника и начальника отдела. В 1967 году защитил кандидатскую диссертацию на тему «Исследование процесса шлифования тугоплавких сплавов на основе вольфрама и молибдена», а в 1974 году — докторскую на тему «Исследование и разработка дислокационно-энергетических основ оптимизации и интенсификации процессов резания деталей авиационных двигателей из жаропрочных сплавов».
В 1960-х годах стал инициатором Всесоюзного молодежного движения «Алмаз — в промышленность!», направленного на внедрение инструментов из сверхтвердых материалов. Под его руководством проводились конференции и семинары в 26 городах СССР.
С декабря 1979 года работал в МГТУ «Станкин», где заведовал кафедрами:
- «Технология металлов» (1980-1985)
- «Резание материалов» (1985-1990)
- «Технология машиностроения» (1992-1999)

Основал и руководил научно-исследовательским центром «Новые технологии и инструменты» (1999-2015).

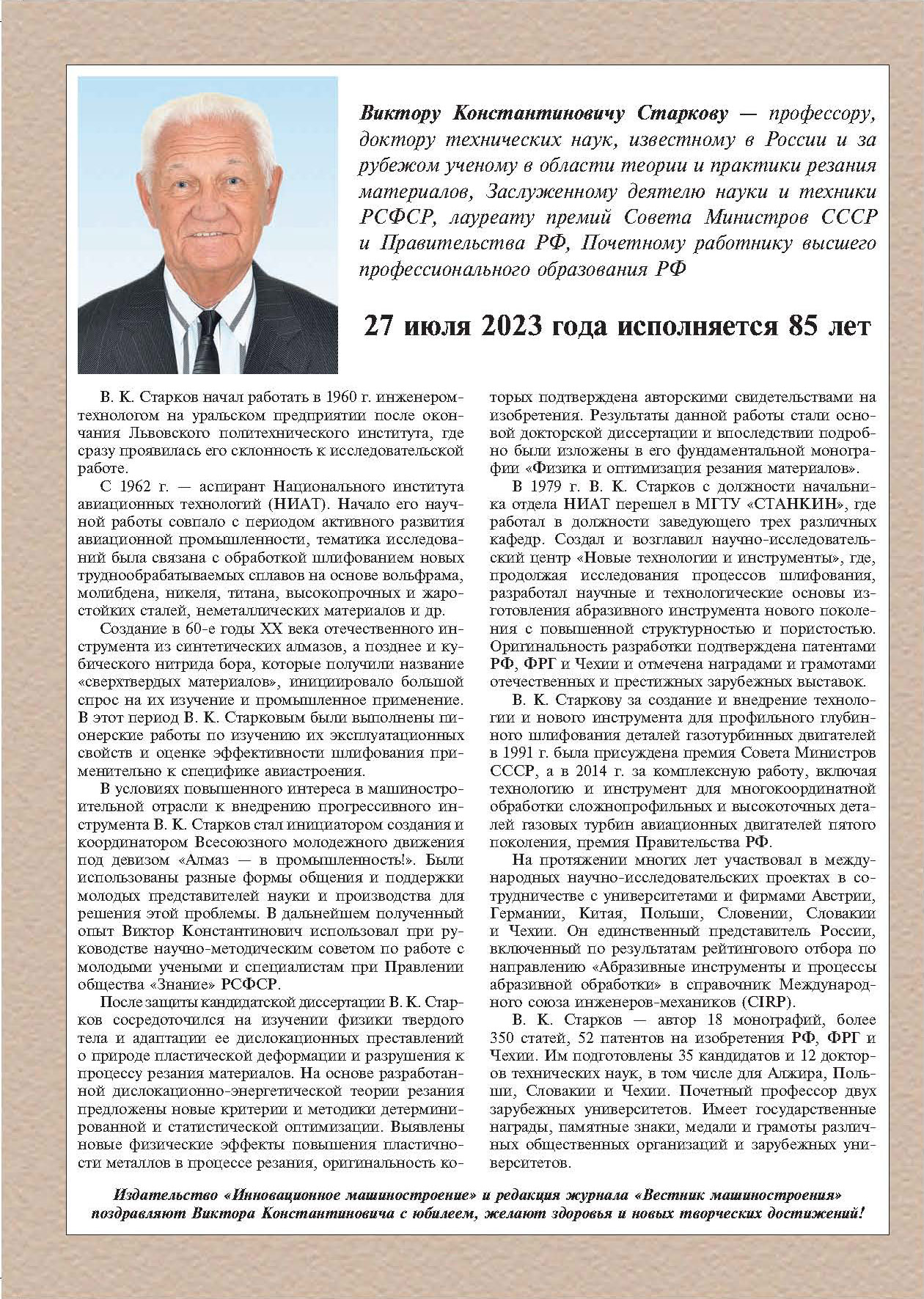

## Научная деятельность
Основные научные достижения:

### В области резания лезвийным инструментом
- На основе металлографических и электронноскопических исследований  динамики субструктурных изменений  металла в зоне его обработки  разработана дислокационно-энергетическая модель  резания пластичных труднообрабатываемых сплавов, Её оригинальность заключается в возможности управлять выбором условий резания распределение кинетической энергии движущегося инструмента на две составляющие: отрыв и деформацию срезаемого слоя металла и скрытую энергию в поверхностном слое обрабатываемой детали. Первая составляющая определяет  обрабатываемость резанием металла, вторая—качество обработанной детали и её эксплуатационную надежность.
- Экспериментально выявлен барьерный эффект наружной поверхности срезаемого слоя металла выходу дислокаций при его пластической деформации, что приводит к упрочнению стружки и повышению сопротивляемости резанию. Предложены оригинальные методы, физико- химического воздействия  на наружную поверхность срезаемого слоя в зоне опережающего упрочнения, уменьшающие силу резания.
- С использованием энергетических критериев оптимальности разработаны методики детерминированной и статистической (с учетом действия случайных факторов) оптимизации  обработки резанием деталей из жаропрочных никелевых сплавов.
- Установлены причины потери работоспособности ответственных изделий после механообработки при их длительном хранении и условия их предотвращения.

### В области создания абразивного инструмента и процессов шлифования
- Пионерские исследования  процессов шлифования труднообрабатываемых сплавов на основе вольфрама, молибдена, никеля и титана, высокопрочных и жаростойких сталей и др. инструментом из традиционных и сверхтвердых абразивов (1962-1970 гг). Высокоскоростное шлифования алмазным инструментом крупногабаритных ракетных обтекателей из ситалла (1963 г).
- Создание и исследование высокоструктурных шлифовальных кругов на новых технологических принципах  с структурами от №10 до теоретически предельно возможного №30 с объемным содержанием абразива в 2% .Круги с структурами 20-30 ранее в мировой практике не изготавливались.
- Реализован процесс сухого  безприжогового и высокопроизводительного шлифования деталей из закаленных сталей  высокоструктурными кругами с рабочей скоростью до 96 м/с.
- Разработана и освоена  технология профильного глубинного шлифования зубчатых колес, исключающая предварительное зубонарезание.
- Предложена высокоэффективная технология профильного глубинного шлифования турбинных лопаток газотурбинных двигателей, в которой  непрерывная правка инструмента алмазным роликом  заменена на цикловую. Один новый круг оригинального состава из кубического нитрида бора на композиционном  корпусе  обеспечивает  замену до 50 применяемых абразивных кругов, обеспечивая чрезвычайно высокую экономичность и экологичность процесса.
- Создана методика имитационного моделирования составов абразивного инструмента для импортозамещения зарубежных аналогов. Проверена и реализована для 32 заводов России и Белоруссии.

## Международное сотрудничество
Выполнял совместные проекты с научными центрами и фирмами, в том числе по программам EUREKA:
- Фраунхоферское общество Институт IWU (Хемниц, Германия);

- Технические университеты в Берлине, Хемнице, Ганновере (Германия), Праге, Брно (Чехия), Любляне (Словения);

- Dr.Kaiser, Volkswagen (Германия), Gleason - Pfauter (США — Германия), Winterthur (Австрия), Carborundum Elektrite, Best Business (Чехия).

В 2005 году В. К. Старков рейтинговым отбором был включен единственным представителем от России в справочник Международного союза инженеров-механиков (CIRP) по направлению «Абразивные инструменты и процессы абразивной обработки».
Подготовил 35 кандидатов и 12 докторов технических наук, в том числе для Алжира, Польши, Словакии и Чехии.

## Основные труды
Автор 18 монографий, более 350 научных статей и 53 авторских свидетельств и патентов (включая международные).

### Избранные монографии
- Дислокационные представления о резании металлов (1979)
- Physikalische und  mechanische Grundlagen der Spannung von Metallen  (1984)
- Технологические методы повышения надежности обработки на станках с ЧПУ (1984)
- Обработка резанием. Управление стабильностью и качеством в автоматизированном производстве (1989)
- Шлифование высокопористыми кругами (2007)
- Физика и оптимизация резания материалов (2009)
- Высокоструктурный инструмент для повышения эффективности процессов шлифования (2019)

## Награды и звания
- Заслуженный деятель науки и техники РСФСР (1989)
- Премия Совета Министров СССР (1991)
- Премия Правительства Российской Федерации (2014)
- Почётный работник высшего профессионального образования Российской Федерации (2013)
- Медаль «За трудовую доблесть» (1986)
- Медаль «В память 850-летия Москвы» (1997)
- Знак отличия «За безупречную службу городу Москве» XL лет (2010)
- Медаль «Ветеран труда» (1988)
- Золотые медали промышленных выставок в Париже (1985), Касабланке (2011) и Пхеньяне (1988)

Персоналии по алфавиту
Родившиеся 27 июля
Родившиеся в 1938 году
Родившиеся в Алма-Ате
Учёные по алфавиту
Доктора технических наук
Выпускники Львовского политехнического института
Преподаватели МГТУ «Станкин»
Лауреаты Премии Совета Министров СССР
Лауреаты Премии Правительства РФ
Заслуженные деятели науки и техники РСФСР
Специалисты по технологии машиностроения